# ストゥージソート
ストゥージソート（英: Stooge sort）は、再帰を用いたソートアルゴリズムのひとつである。
計算時間はO(nlog 3 / log 1.5 ) = O(n2.7095...)であり、これはマージソートなどの効率的なアルゴリズムよりも、それどころか非常に効率の悪い単純なソートの例としてよく挙げられるバブルソートよりも遅い。
アルゴリズムは以下の通りである。
- もし末尾の値が先頭の値より小さければ、それらを入れ替える。
- 現在処理している部分列の要素数が3以上であれば、
  - リストの先頭2/3[1]に対してストゥージソートを行う。
  - リストの末尾2/3[1]に対してストゥージソートを行う。
  - リストの先頭2/3[1]に対して再びストゥージソートを行う。
- そうでなければ終了。

## 実装
```
 
algorithm
 
stoogesort
(
array
 
L
,
 
i
 
=
 
0
,
 
j
 
=
 
length
(
L
)
-
1
)

     
if
 
L
[
j
]
 
<
 
L
[
i
]
 
then

         
L
[
i
]
 
↔
 
L
[
j
]

     
if
 
(
j
 
-
 
i
 
+
 
1
)
 
>=
 
3
 
then

         
t
 
=
 
(
j
 
-
 
i
 
+
 
1
)
 
/
 
3

         
stoogesort
(
L
,
 
i
  
,
 
j
-
t
)

         
stoogesort
(
L
,
 
i
+
t
,
 
j
  
)

         
stoogesort
(
L
,
 
i
  
,
 
j
-
t
)

     
return
 
L

```